# Nikolai tänav
La rue Nikolai (estonien : Nikolai tänav) est une rue de Pärnu en Estonie.

## Situation et accès
La rue Nikolai traverse les quartiers Kesklinn et Rannarajoon.
La rue va de la rue Pikk tänav à la rue Supeluse tänav.
La rue mesure environ 680 m de long.

## Bâtiments remarquables et lieux de mémoire

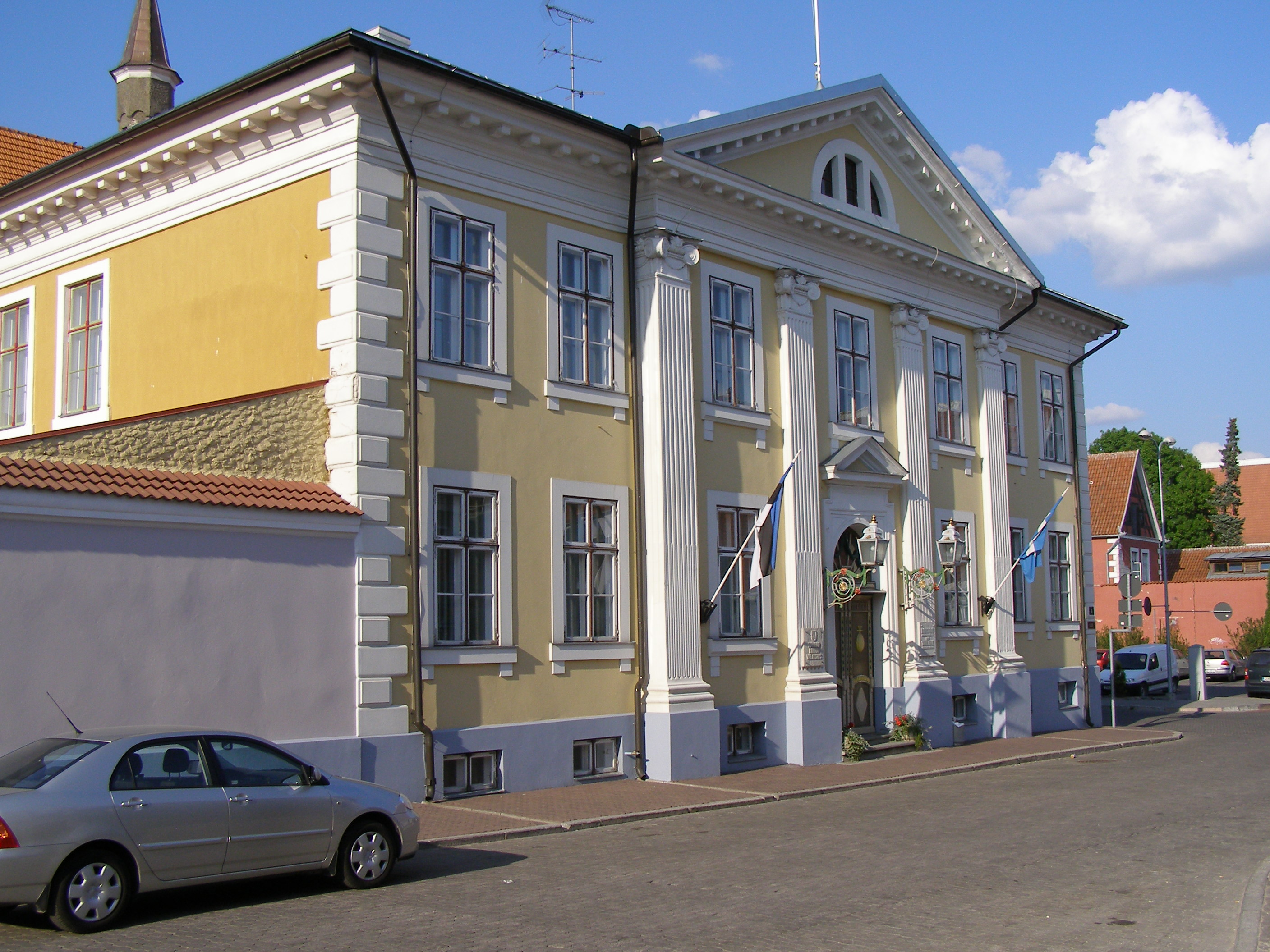
Nikolai 3, Hôtel de ville,
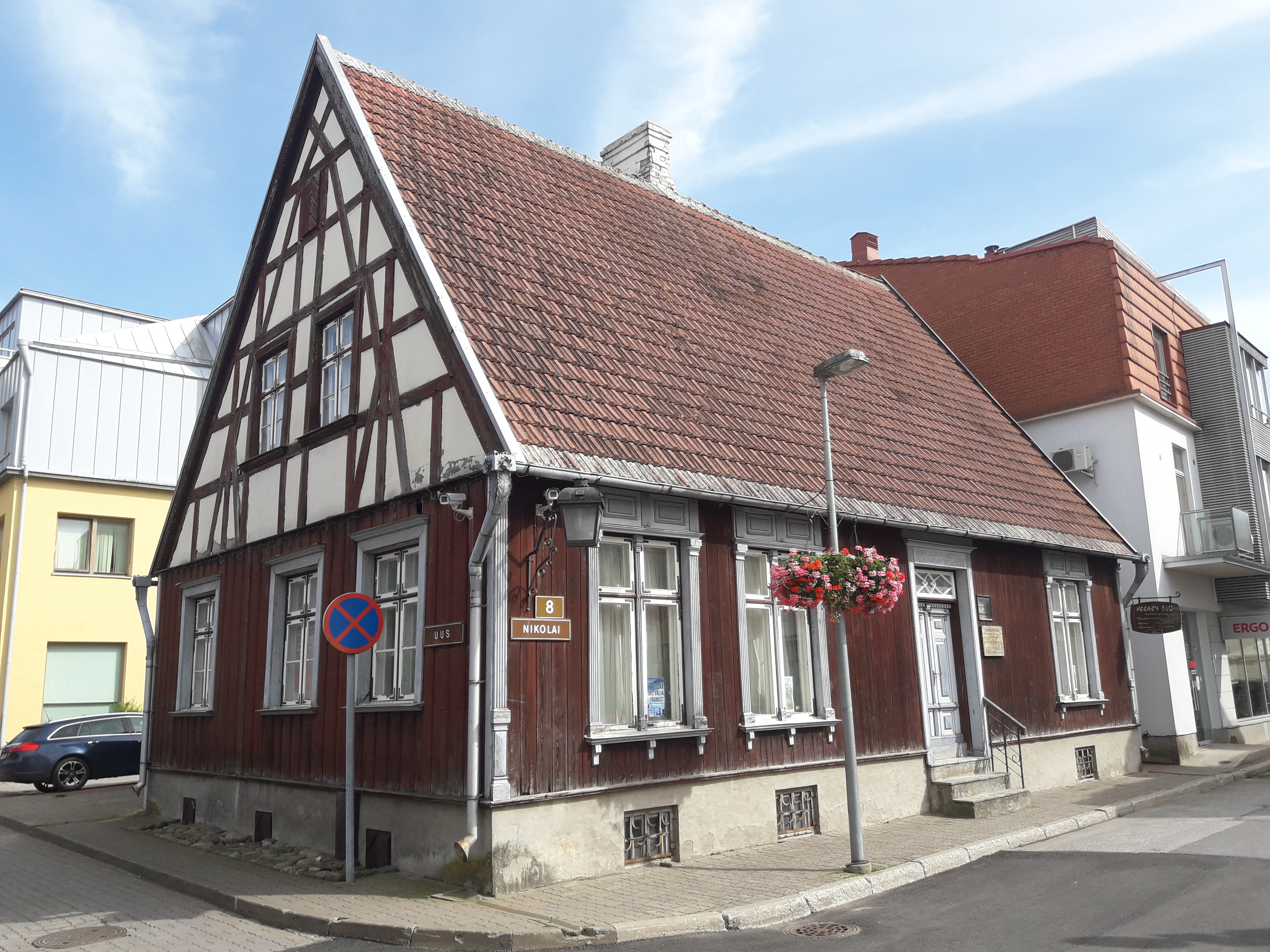
Nikolai 8, Maison du citoyen
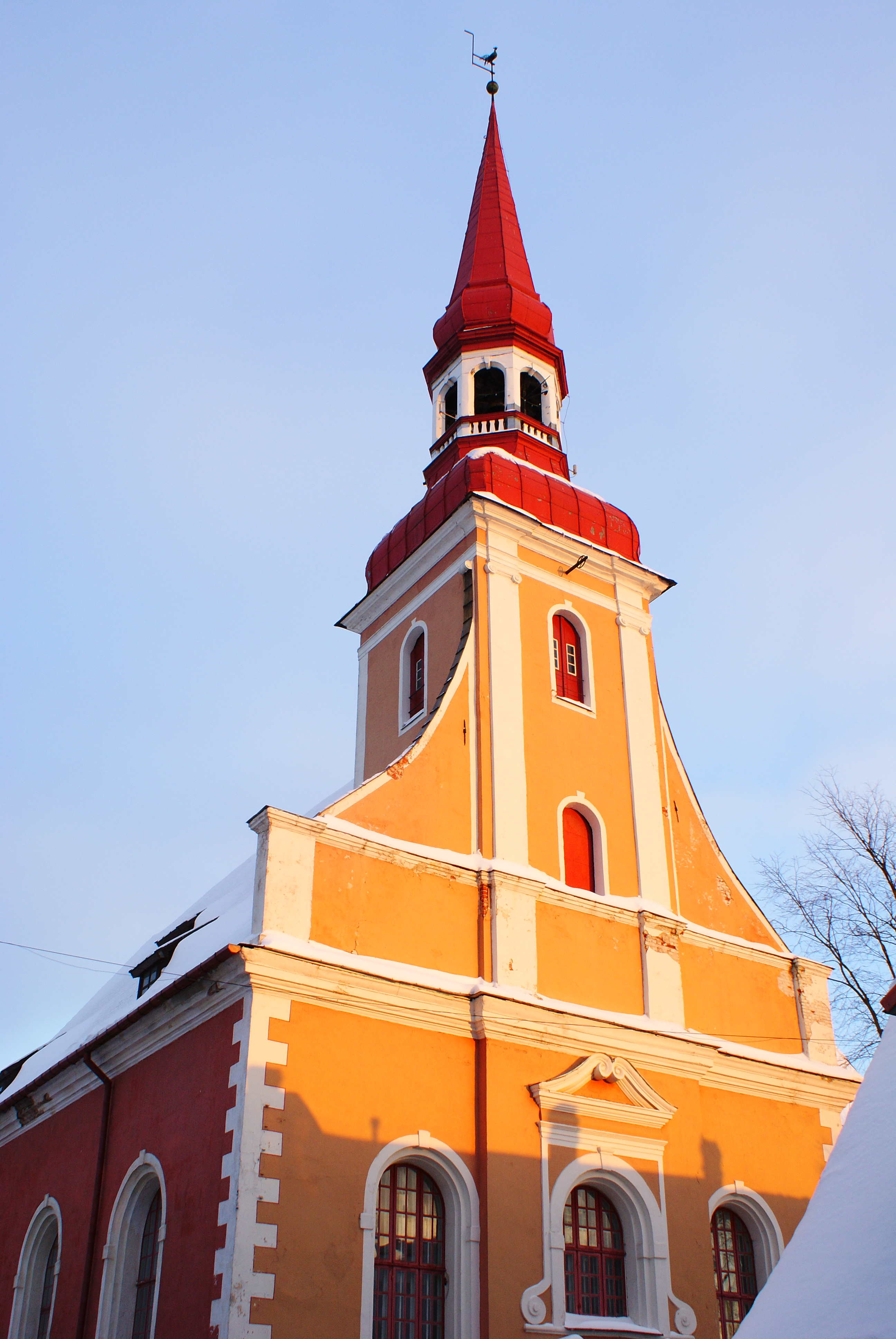
Nikolai 22, Église Sainte-Élisabeth
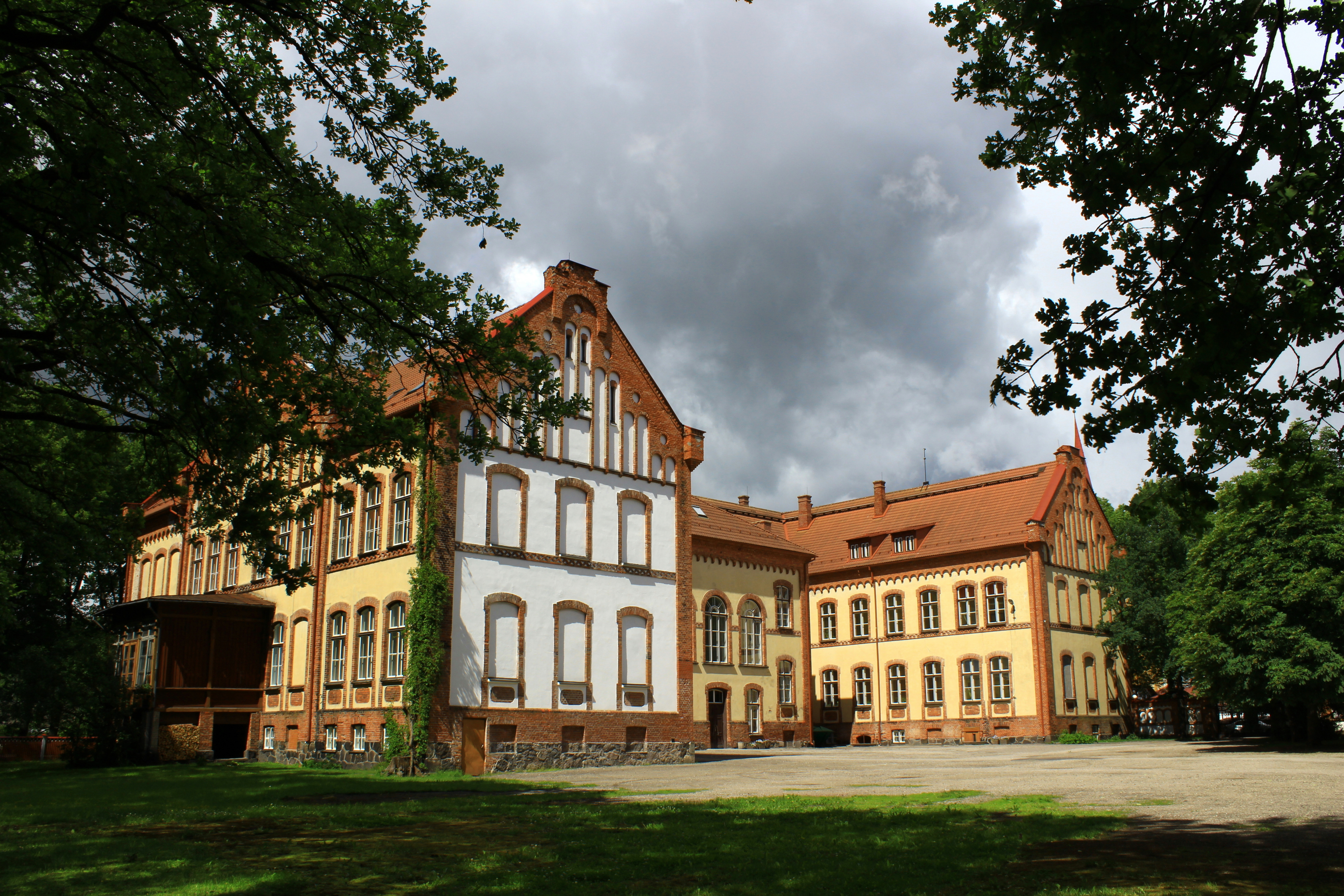
Nikolai 26, École primaire